# Форсайт Мейджор, Чарльз Иммануэль
Чарльз Иммануэль Форсайт Мейджор (англ. Charles Immanuel Forsyth Major; 15 августа 1843, Глазго, Шотландия — 25 марта 1923, Мюнхен, Германия) — британский и швейцарский натуралист, специализировавшийся в области палеонтологии позвоночных (в том числе стран Средиземноморья и Мадагаскара). Член Лондонского королевского общества (1908).

## Биография
Форсайт Мейджор, родившийся в Глазго, высшее образование получил в университетах континентальной Европы — в Геттингене (Ганновер), Цюрихе и Базеле. В 1868 году он окончил Базельский университет со степенью доктора медицины и на протяжении следующего десятилетия содержал практику во Флоренции.
Однако, как и у многих других врачей его времени, основные интересы доктора Форсайта были сосредоточены в области естествознания — ботаники и зоологии, и в первую очередь палеонтологии. В конце 1860-х и начале 1870-х годов он вёл активную переписку с Чарльзом Дарвином, о которой упоминается во 2-м издании «Происхождения человека». В это время он активно изучал фоссилии из долины реки Арно в Тоскане и в 1872 году опубликовал свою первую научную статью по палеонтологии. Эта и несколько последующих статей были посвящены ископаемым приматам Италии и в первую очередь миоценовому виду Oreopithecus bambolii. В 1873 году также вышла работа Форсайта, посвящённая зубам грызунов Южной Германии и Швейцарии, а в конце того же десятилетия вышла серия его статей о зубном аппарате первых настоящих лошадей.
С 1877 года Форсайт по договорённости с итальянским правительством занимался сбором коллекций ископаемых млекопитающих Калабрии, Корсики, Сицилии и Сардинии. К 1886 году он полностью оставил врачебную практику, полностью посвятив своё время научным исследованиям. К этому времени относится работа по сбору плиоценовых фоссиллий на острове Самос (включая впервые описанный род ископаемых жирафов Samotherium) — часть этой коллекции была преподнесена затем в дар коллежу Гайяр в Лозанне, а остальная часть приобретена Британским музеем естествознания. Ещё одна коллекция, также приобретённая Британским музеем, была собрана Форсайтом в плиоценовых речных отложениях гор Каррары в 1889 году.
С 1893 года Форсайт и сам начал регулярную работу в Британском музее, где ему были поручены греческие коллекции геологического отдела. В годы работы в Британском музее он начал публиковать работы, посвящённые современным и ископаемым лемурам Мадагаскара. Уже в 1893 году им описан новый род субфоссильных лемуров Megaladapis, а за 1894 год он описал пять новых видов родов Lepilemur и Cheirogaleus. За этим последовала экспедиция на Мадагаскар, организованная на средства Лондонского королевского общества и частные пожертвования Лайонела Уолтера Ротшильда. В ходе экспедиции Форсайт собрал большую коллекцию ископаемых млекопитающих и птиц, насчитывавшую более 1600 экземпляров и впоследствии в основном ставшую частью собрания Музея естествознания. Части этой коллекции также оказались в частных собраниях Уолтера Ротшильда и Гийома Грандидье и в собраниях Манчестерского и Ливерпульского музеев. Эта коллекция оставалась самым крупным и лучше всего документированным собранием фоссилий Мадагаскара вплоть до 1990-х годов.
Сотрудничество с Британским музеем продолжалось до 1909 года. В 1910—1914 годах Форсайт руководил палеонтологическими раскопками на Сардинии и Корсике, в том числе крупномасштабными систематическими раскопками на полуострове Фигари в северо-восточной Сардинии. В их ходе была собрана обширная коллекция фоссилий приматов, в дальнейшем попавшая в собрание базельского Музея естествознания. Часть костей была в 1913 году опознана Форсайтом как принадлежащая представителям рода Macaca (и более чем через 40 лет получила видовое название в его честь).
Последние годы жизни Форсайт в основном провёл на Корсике, продолжая собирать ископаемые остатки в кавернах и расселинах острова, но уже не публикуясь. Он умер в Мюнхене в марте 1923 года.

## Признание заслуг
В 1908 году Форсайт Мейджор был избран членом Лондонского королевского общества. В его честь названы следующие таксоны:
- Boophis majori Boulenger, 1896[10]
- Propithecus verreauxi majori Rothschild, 1894[11]
- Eliurus majori Thomas, 1895[11]
- Macaca majori Schaub and Azzaroli, 1946[7]
- Microtus majori Thomas, 1906[11]
- Miniopterus majori Thomas, 1906[11]